# Virágot Algernonnak (regény)
A Virágot Algernonnak (Flowers for Algernon) Daniel Keyes 1966-ban megjelent regénye. Magyarul először az Európa Könyvkiadónál jelent meg a mű, Szepessy György fordításában, 1968-ban.

## Cselekmény
|  | Alább a cselekmény részletei következnek! |

A novellából később regénnyé bővült könyv főszereplője Charlie Gordon, egy hatéves gyerek szintjén álló 32 éves férfi, aki nagyon elszánt, hogy tanulhasson, ezért amellett, hogy mindenesként dolgozik egy pékműhelyben, rendszeresen látogatja Ms. Kinnian óráit, melyeket a tanárnő csökkent értelmű felnőttek részére tart. Charlie-nak nincs senkije a pékműhelyben dolgozó kollégáin kívül, családjára alig emlékszik. Kollégáit a barátainak gondolja, holott folyamatosan gúnyt űznek belőle, kinevetik, amit ő nem vesz észre. Charlie a maga módján mégis boldog, egyetlen fájdalma, hogy nem okos, és ezért mindent megtenne.
Éppen ezért mikor azzal keresi meg egy orvosi csoport, hogy egy olyan eljárást dolgoztak ki, mely lehetővé teszi, hogy megnöveljék az intelligenciahányadosát egy operáció segítségével, Charlie-nak nincs más vágya, minthogy részt vehessen a kísérletben, akkor is, ha annak kimenetele kétes. Teszteken és vizsgálatokon esik át, és közben megismerkedik Algernonnal, a kis fehéregérrel, akin hasonló sikeresnek hitt beavatkozást hajtottak végre, és aki ezáltal szuperintelligens egér lett.
A műtét után Charlie 70-es IQ-ja rohamosan nő, ezzel együtt az emberi érzelmei, tulajdonságai is kialakulnak, ami őt megrettenti, az orvosokat viszont elégedettséggel tölti el, hiszen az operáció sikerrel járt. Szélsebesen nő a tudásvágya, megtanul húsz nyelven, rengeteg tudományban jártas lesz, és idővel lekörözi orvosait saját szakterületükön is.
Kezdenek visszatérni régi emlékei is, anyjáról, apjáról és húgáról, az iskoláról, és szembesül vele, mennyi megaláztatás és fájdalom érte már kis gyerekkorától kezdve. Korábbi tanára, Ms. Kinnian iránt gyengéd érzelmeket kezd táplálni, melyek viszonzásra találnak.
Mégis, hiába lett 180 feletti az IQ-ja, Charlie nem boldog. Régi állásából elbocsátják, az emberek igaz, már nem nevetnek rajta, de a régóta áhított elismerést, szeretetet mégsem kapja meg. Intelligenciája néha arrogánssá, önteltté teszi, ami inkább visszatetszést kelt másokban.
A regény csúcspontján Charlie-t, Algernont és az új eljárás révén elért eredményeket egy konferencián mutatják be orvosai, és Charlie úgy érzi, az előadás azt sugallja, hogy Algernon mellett ő is csak egy kísérleti állat, akit tulajdonképpen most "hoztak létre" és korábban "nem is létezett". Csalódik orvosaiban, otthagyja a konferenciát, és elkezdi élni a saját életét.
Ám miután Algernon viselkedése megváltozik, és elkezd visszafejlődni, Charlie gyanakodni kezd, hogy az ő állapota sem lehet tartós. Saját kutatásba kezd, beleveti magát a tudományos munkába, és arra a megrendítő eredményre jut, hogy vélhetően nem sok ideje van hátra a szellemi leépülésig. A regény végére Charlie ismét nehéz felfogású, feledékeny, egyszerű lélek. De nem múltak el nyomtalanul az "okosan" töltött hónapok. Sok mindent megtanult magáról és az emberekről. Algernon sírjára pedig rendszeresen virágot visz.
Egy megindító történet a kitartásról, a tudni akarásról, és egy szellemileg visszamaradt ember gondolatairól, szeretetéhségéről.
|  | Itt a vége a cselekmény részletezésének! |

## Díjak

### Hugo-díj(1960)
- díj: legjobb novella

### Nebula-díj(1966)
- díj: legjobb regény

## Magyarul
- Virágot Algernonnak; ford. Szepessy György, ill. Kürthy Sándor; Európa, Budapest, 1968
- Virágot Algernonnak; ford. Szepessy György; 8. jav. kiad.; Alexandra, Pécs, 2014

## Filmfeldolgozás
A regénynek számos feldolgozása készült. Ezek közül az legismertebb Ralph Nelson a Charly – Virágot Algernonnak (1968) című filmje, melyben a főszerepet Cliff Robertson játszotta.